# Augusto Miyashiro
Augusto Miyashiro Yamashiro (Barranco, 8 de agosto de 1949) es un ingeniero industrial, empresario y político peruano. Ejerció como alcalde de Chorrillos en varias ocasiones.

## Biografía
Nació en el Distrito de Barranco en Lima, el 8 de agosto de 1949.
Hizo sus estudios escolares en el Colegio San Francisco, y siguió luego en el Colegio Militar Leoncio Prado. Entre 1971 y 1975, estudió la carrera de Ingeniería Industrial en la Universidad Nacional Federico Villarreal. 
Laboró como gerente general en una fábrica de cerámicas en 1981.

## Actividad política
Estuvo afiliado al partido Cambio 90 de Alberto Fujimori y se inició en la participación política como candidato a la alcaldía del distrito de Chorrillos en las elecciones municipales de 1995, sin embargo, no resultó elegido.

### Alcalde de Chorrillos
En las elecciones municipales de 1998, postuló nuevamente a la alcaldía de Chorrillos por Vamos Vecino y logró ser elegido alcalde para el periodo municipal 1999-2002.
Renunció al partido y se afilió a Somos Perú donde fue primer vicepresidente del partido en 2009. Postuló a la reelección en las elecciones del 2002 donde tuvo éxito para un segundo mandato y de igual manera en 2006.
Para las elecciones del 2010, decidió crear su propio partido llamado Más Obras y Desarrollo Social y postuló para una tercera reelección donde tuvo éxito y de igual manera en las elecciones municipales del 2014.
En 2008, Augusto Miyashiro fue investigado por una licitación pública para la compra de una excavadora hidráulica. En esta licitación solo se presentó una empresa, TLM Perú. Se informó de que el 9 de diciembre de 2008 se le otorgó el contrato, pero no se exigió la garantía que debía presentar la empresa. Al año siguiente, la municipalidad pagó casi un millón de soles a TLM Perú sin haber recibido la máquina. En 2013, Miyashiro fue condenado a cuatro años de prisión suspendida por abusar de su cargo para beneficiar a la empresa en cuestión y no sancionarla. La condena fue ratificada en 2022 por la Corte Suprema.
Augusto Miyashiro decidió no postular para otra reelección en las elecciones del 2018 debido a que su hijo, Augusto Miyashiro Ushikubo, fue candidato y electo alcalde de Chorrillos por Solidaridad Nacional.